# Ядерна енергетика Литви
Литва не має жодного діючого ядерного енергетичного реактора. Раніше мала два реактори РБМК на Ігналінській атомній електростанції які були відключені у 2004 та 2009 роках.

## Історія
У Литві в 1978 році почалося будівництво двох реакторів РБМК (1380 МВт нетто) з 30-річним терміном служби для Ігналінської атомної електростанції. Легководні реактори з графітовим сповільнювачем мали подібну конструкцію, як і в Чорнобилі. АЕС почала працювати в 1983 році. Перший реактор було виведено з експлуатації в 2004 році, а другий в 2009 році. Спочатку Литва побудувала ці реактори для експорту електроенергії до своїх сусідів, причому в 1989 році було експортовано 42% електроенергії. Це число впало через 1990-х років, оскільки внутрішній попит зріс.

У 1994 році Литва прийняла 36,8 мільйонів доларів США з Рахунку ядерної безпеки Європейського банку реконструкції та розвитку для підвищення безпеки на Ігналінській станції. Відповідно до гранту, обидва реактори мали бути закриті протягом 15–20 років. Крім того, щоб приєднатися до ЄС, Литва повинна була негайно вивести з експлуатації один реактор, а другий – до 2009 року. ЄС погодився оплатити витрати на зняття з експлуатації та деяку компенсацію до 2013 року. Після цього виник сильний опір громадськості через побоювання підвищення цін на електроенергію.
У 2006 році енергетичні компанії Литви, Латвії та Естонії виконали техніко-економічне обґрунтування будівництва нової атомної електростанції в Литві замість існуючої Ігналінської атомної електростанції, яку планували закрити в 2009 році. Дослідження показує, що проект атомної електростанції є можливим.
Агентство з поводження з радіоактивними відходами, створене в 2001 році, відповідає за захоронення всіх радіоактивних відходів з Ігналіни під час експлуатації та виведення з експлуатації. Визначено майданчик поблизу заводу для складування низько- та середньоактивних відходів. За даними Всесвітньої ядерної асоціації, уряд Литви зараз займається будівництвом постійного сховища, яке має бути завершене в 2015 році.
14 жовтня 2012 року на консультативному референдумі щодо будівництва нової атомної станції 62,7% виборців Литви висловилися проти і 34,1% висловилися за.. У 2016 році ініціатор пропозиції щодо будівництва Вісагінської атомної електростанції, колишній міністр енергетики Арвідас Секмокас, заявив, що ця пропозиція «мертва».

## Перелік реакторів
| Назва    | Блок №. | Реактор | Реактор   | Статус                               | Чиста потужність (MW) | Початок будівництва | Комерційне використання | Закриття       |
| Назва    | Блок №. | Тип     | Модель    | Статус                               | Чиста потужність (MW) | Початок будівництва | Комерційне використання | Закриття       |
| -------- | ------- | ------- | --------- | ------------------------------------ | --------------------- | ------------------- | ----------------------- | -------------- |
| Ігналіна | 1       | LWGR    | РБМК-1500 | Відключений/виведення з експлуатації | 1185                  | 1 травня 1977       | 1 травня 1985           | 31 грудня 2004 |
| Ігналіна | 2       | LWGR    | РБМК-1500 | Відключений/виведення з експлуатації | 1185                  | 1 січня 1978        | 1 грудня 1987           | 31 грудня 2009 |
| Ігналіна | 3       | LWGR    | РБМК-1500 | Незавершений                         | 1185                  | 1 червня 1985       |                         | 30 серпня 1988 |
| Ігналіна | 4       | LWGR    | РБМК-1500 | Не будувався                         | 1185                  |                     |                         |                |

## Поводження з відходами
Програма розвитку Литви щодо поводження з ядерними установками та радіоактивними відходами на 2021-2030 роки передбачає, що довгоіснуючі радіоактивні відходи в країні будуть зберігатися у тимчасових сховищах до кінця їхнього експлуатаційного періоду, коли відбудеться остаточне захоронення в геологічному сховищі, об'єкт (GDF). Очікується, що сховище – спеціально сконструйована споруда на відстані кількох сотень метрів під землею – буде побудовано та введено в експлуатацію у 2068 році. Радіоактивні відходи та використане паливо Литви надходять із Ігналінської станції, яка припинила роботу у 2009 році, а також із медицини, промисловості та досліджень.

## примітки
1. 1 2 3  “Nuclear Power in Lithuania.” World Nuclear Association. February 2008. < Nuclear Power in Lithuania | Lithuanian Nuclear Energy. Архів оригіналу за 19 березня 2011. Процитовано 16 березня 2011. [Архівовано 2011-03-19 у Wayback Machine.]>
2. ↑  Nuclear Power Plant Project in Lithuania is Feasible. Press release. Lietuvos Energija. 25 жовтня 2006. Архів оригіналу за 22 липня 2011. Процитовано 13 липня 2007. [Архівовано 2011-07-22 у Wayback Machine.]
3. ↑  Visaginas Nuclear Power Plant. Ministry of Energy of the Republic of Lithuania. Архів оригіналу за 18 лютого 2018. Процитовано 17 лютого 2018. [Архівовано 2018-02-18 у Wayback Machine.]
4. ↑  Lithuania's ex-minister: Visaginas NPP plant project dead. The Baltic Course. 13 квітня 2016. Процитовано 17 лютого 2018.
5. ↑  Lithuania narrows search for repository site